# Tammy Lynn Sytch
Tamara „Tammy“ Lynn Sytch (* 7. Dezember 1972 in Matawan, New Jersey), besser bekannt unter ihrem Rollennamen Sunny, ist eine US-amerikanische Wrestlingmanagerin, Wrestlerin, Ringrichterin und Pornodarstellerin. Sie gilt allgemein als eine der ersten sogenannten Divas im Wrestlingsport. 2011 wurde sie in die Ruhmeshalle des Marktführers World Wrestling Entertainment aufgenommen.

## Leben

### Jugend und Anfänge
Tamara Lynn Sytch wuchs in Fort Lauderdale als Tochter eines Navy-Veteranen auf. Das Elternhaus soll sehr strikt gewesen sein. Bereits auf der High School lernte sie ihren langjährigen Lebenspartner Chris Candido kennen. Nach der High School studierte sie Pre-law im Hauptfach am Wellesley College und wechselte anschließend zur University of Tennessee. Dort studierte sie Pre-med mit dem Wunsch, Kinderärztin zu werden. Neben ihrem Studium arbeitete sie als Fotografin und unterstützte ihren Freund bei seiner Wrestlingkarriere. Als dieser sich in der Independent-Szene einen Namen gemacht hatte, unterschrieb er bei Jim Cornettes Smokey Mountain Wrestling (SMW), einer Wrestling-Liga in der Nähe von Sytchs Universität. Um etwas Geld dazu zu verdienen, unterschrieb sie 1992 ebenfalls einen zunächst auf ein halbes Jahr befristeten Vertrag. Sie bekam den Namen Tammy Fytch verliehen und spielte dort eine Anhängerin von Hillary Clinton, die für die Rechte der Frauen in der Promotion kämpfte. Die Rolle war sehr erfolgreich und Sytch wurde in der Folge zur meistgehassten Person bei SMV.  Sie begleitete in der Folgezeit Brian Lee als Managerin zum Ring. 1994 formte sich ein Tag-Team aus Brian Lee und Chris Candido.

### World Wrestling Federation (1995–1999)
1995 konnten Sytch und Candido einen Vertrag mit dem Marktführer, der World Wrestling Federation (WWF), erlangen, wo sie zunächst als Begleitung Candidos eingesetzt wurde. Ihren größten Run hatte Sytch als Managerin „Sunny“ des Tag-Teams The Bodydonnas, bestehend aus ihrem Freund und Tom Prichard. Ab 1996 managte sie auch andere Wrestler, unter anderem Ron Simmons, The Godwinns, Billy und Bart Gunn als The Smoking Gunns sowie die Road Warriors. Zudem wurde sie als Pin-Up-Girl eingesetzt und posierte in knappen Bekleidungen für die WWF. 1996 erhielt sie außerdem zwei Slammy Awards in den Kategorien „best buns“ (schönster Hintern) und als Managerin des Jahres. Ab 1996 trat sie ebenfalls als Wrestlerin an. Zunächst als Managerin von Farooq begann sie mit ihm eine Fehde gegen Marc Mero und dessen Ehefrau Rena Mero, bekannt als Sable. Die beiden Frauen waren auch im echten Leben Rivalinnen, wobei insbesondere Rena Mero gerüchteweise ihre Schuld am Ende der WWF-Karriere von Sytch gehabt haben soll. Während Sytch im Fernsehen den Heel, also die böse Wrestlerin, gab, wurde sie immer mehr zum Gesicht der WWF und trat in zahlreichen Fernsehshows, unter anderem in Singled Out und Entertainment Tonight auf. AOL bezeichnete sie 1996 als „most downloaded woman“. Gleichzeitig hatte sie jedoch einen miserablen Ruf im Backstage-Bereich. 1997 startete sie außerdem eine Karriere als Moderatorin der Wrestling-Sendungen WWF Livewire und Shotgun Saturday Night. Ihre Merchandising-Artikel verkauften sich gut und sie bekam ihr eigenes Video, das nach einem ihrer Catchphrases benannt war: „What Sunny wants, Sunny gets“. Ende 1997 hatte sie ihren ersten Auftritt bei Extreme Championship Wrestling, wo Candido nach seinem Weggang aus der WWF mittlerweile gelandet war. Dort trat sie an der Seite ihres langjährigen Lebensgefährten beim PPV Hardcore Heaven auf.
1998 begann ihr Abstieg in der WWF. Während ihre Liveauftritte weiterhin gut liefen und sie wieder zum Face wurde, musste sie bei den Aufnahmen für WWF Raw einen harten Bump von Luna Vachon einstecken. In der Folge wurde sie von diversen Wrestlern öffentlich als „Weichei“ und „Diva“ dargestellt. Zudem trat sie mehrfach nicht, obwohl angekündigt, auf Fan-Conventions auf. Ihren letzten Run hatte sie als Managerin der Legion of Doom 2000 bei Wrestlemania 14. Im Juli 1998 wurde sie schließlich wegen Schmerzmittelmissbrauch und Unzuverlässigkeit entlassen.

### Extreme Championship Wrestling (1998–1999)
Sytch kam anschließend bei der ECW unter. Dort trat sie erneut mit Candido auf und die beiden waren eine Zeitlang die Stars der Promotion. Allerdings gab es wiederum Vorwürfe des Drogenmissbrauchs. Zudem machten Gerüchte die Runde, die beiden wollten zu World Championship Wrestling (WCW) wechseln. Februar 1999 wurde sie festgenommen. Ihre eigene Mutter hatte ein Kontaktverbot gegen sie erwirkt, das sie verletzt hatte. Zunächst zog sie sich aus dem Wrestling zurück und trat nur noch gelegentlich auf. Doch dies genügte nicht, um ihre Kritiker zu besänftigen. So gingen Candido und Sytch nach Australien und kehrten am 8. Oktober 1999 zur ECW zurück. Paul Heyman entließ die beiden jedoch gegen Ende des Monats endgültig aus ihrem Vertrag.

### World Championship Wrestling (2000)
Am 20. März 2000 erschien Candido, noch ohne Sytch bei WCW. Ein direkter Wechsel war wegen Vertragsschwierigkeiten nicht möglich gewesen. Sytch folgte ihm am 16. April beim PPV Spring Stampede. Die beiden starteten bei WCW gut und erhielten viel Zuspruch, doch machten Gerüchte um eine erneute Drogensucht der beiden die Runde. Und obwohl alle Tests negativ ausfielen blieben die Gerüchte an Sytch haften und sie wurde schließlich zusammen mit Candido entlassen.

### Independent-Szene

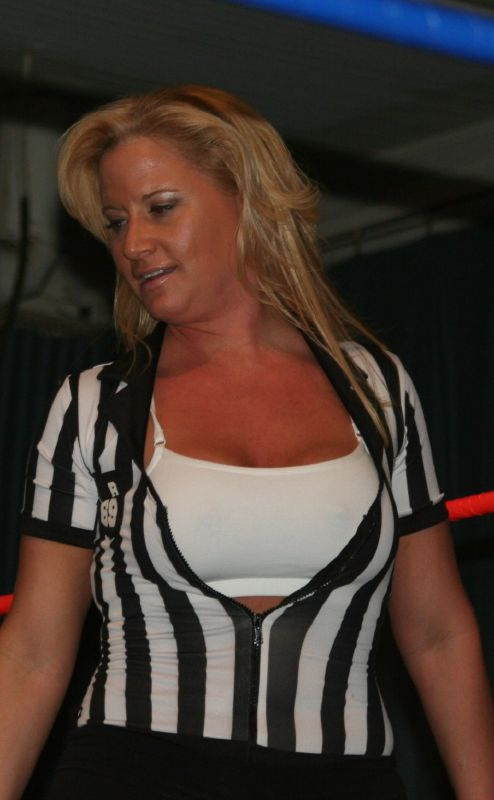
Sytch als Ringrichterin (2009)

2001 versuchten die beiden bei New Japan Pro-Wrestling unterzukommen. Bei einem Blinddarmdurchbruch kam Sytch beinahe ums Leben und nahm sich danach eine Auszeit. Einen Tiefpunkt ihrer Karriere erreichte sie ebenfalls 2001, als sie mit Missy Hyatt zusammen die Pornoplattform Wrestlingvixxens.com gründete. Dort erschienen auch mehrere Hardcore-Pornos mit lesbischen Sexszenen. Auf der Website gab es gegen Bezahlung Nacktfotos von Wrestlerinnen zu sehen. Am 17. August 2002 gab es im Backstagebereich von USA Pro Wrestling eine handfeste Auseinandersetzung zwischen Low-Ki und Sytch. Im Februar 2004 schließlich verkündete Sytch, sich vom Wrestling zurückzuziehen und stattdessen als Stewardess zu arbeiten. Ihr Ruhestand währte ein Jahr, dann machte sie zusammen mit Candido bei einer ECW-Reunion für Frank Goodmans UXW mit, die von Mick Foley initiiert wurde.
Auch nach dem plötzlichen Tod Candidos, der am 28. April 2005 an den Folgen einer Operation starb, blieb Sytch im Wrestling tätig. Sie trat bei diversen kleineren Promotions in Erscheinung, unter anderem 2006 als Managerin von Lex Luger. Im Dezember 2006 übernahm sie die Rolle einer Offiziellen für die in New Jersey operierende Promotion NWA Shockwave. Im Dezember 2007 erhielt sie ihren ersten und einzigen Wrestlingtitel, den Women Superstars Uncensored Champion-Titel, den sie bis März des Folgejahres hielt. Sytch trat nun auch verstärkt als Wrestlerin in Erscheinung, unter anderem für Ring of Honor und bei der Großveranstaltung Wrestlemania 25 im Jahr 2009 schließlich auch für einen Gastauftritt bei World Wrestling Entertainment. 2007 versuchte sie auch einen erneuten Anlauf bei ihrem Medizinstudium.
Im Jahr 2011 wurde sie in die Hall of Fame von World Wrestling Entertainment aufgenommen. Die Laudatio hielt der komplette Wrestlerinnen-Kader. 2016 geriet Sytch wieder in die Schlagzeilen, als sie ihren Ring, den sie anlässlich der Aufnahme erhalten hatte, bei Ebay zum Verkauf anbot. Im Zuge ihrer Pornokarriere stellte sie die Auktion jedoch ein.

## Privatleben
Sytch hatte einen schlechten Ruf im Backstage-Bereich, insbesondere zu WWE-Zeiten. Sie war Quelle und Opfer zahlreicher Gerüchte und derber Späße, die diverse Wrestling-Seiten und die Klatschpresse mit Anekdoten füllen. Zu ECW-Zeiten soll sie schwer drogenabhängig gewesen sein und andere Wrestler mit Suchtmitteln versorgt haben.
In den Jahren 2012 und 2013 wurde sie mehrfach festgenommen und war insgesamt vier Monate inhaftiert. Während dieser Zeit wurde bei ihr ein Zervixkarzinom diagnostiziert, das im Gefängnis behandelt werden konnte. Im Gefängnis schrieb sie außerdem ihre Autobiographie A Star Shattered: The Rise & Fall & Rise of Wrestling Diva.
Neben der Pornoseite Wrestlingvixxens.com und den dazugehörigen Videos gab es ebenfalls immer wieder Gerüchte über Pornofilme, die sie gedreht haben soll. Zudem gab es immer wieder Angebote von der Pornoindustrie. Ähnlich wie das Angebot von Playboy, das es vermutlich nie gegeben hat, nutzt Sytch diese Gerüchte für sich, um im Gespräch zu bleiben. Ihren Körper vermarktete sie auch auf andere Weise. So konnten Fans 2013 für 75 US-Dollar zusammen mit ihr in einem Bett posieren. Zudem soll sie auf Skype private Sessions angeboten haben. Heute soll sie dank der Hilfe eines Rehabilitationsprogrammes, das ihr alter Arbeitgeber WWE bezahlt hat, ihre Drogensucht besiegt haben.
2016 schließlich erschien bei Vivid der Pornofilm Sunny Side Up: In Through the Backdoor. Gerüchteweise soll Sytch dafür eine Gage im sechsstelligen Bereich erhalten haben.
Im März 2022 verursachte sie unter Alkoholeinfluss und ohne gültige Fahrerlaubnis einen Auffahrunfall, bei dem der an einer Ampel wartende Fahrer ums Leben kam. Am 27. November 2023 wurde sie daraufhin zu einer Haftstrafe von 17 Jahren Gefängnis und zusätzlich acht Jahre Bewährung verurteilt.

## Erfolge
- Pro Wrestling Illustrated

- PWI Manager of the Year (1996)

- Women Superstars Uncensored

- 1× WSU Champion

- WWE

- WWE Hall of Fame 2011

## Werke
- A Star Shattered: The Rise & Fall & Rise of Wrestling Diva. Riverdale Avenue Books 2016. ISBN 978-1626012578

## Filmografie
- 1997: WWF: Sunny - What Sunny Wants, Sunny Gets!  (Video)
- 1998: Die heimliche Wut des Catchers Hitman Hart (Wrestling with Shadows) (Dokumentarfilm)
- 2001: Wrestling Vixxxens Unleashed (Pornofilm)
- 2003: Wrestling ViXXXens Wrestlerotica Vol. 1 (Pornofilm)
- 2003: Wrestling Vixxxens Exposed (Pornofilm)
- 2011: Clash Time (Wrestling-Dokuserie)
- 2016: Sunny Side Up: in Through the Backdoor (Pornofilm)